# Крива забування Еббінгауза

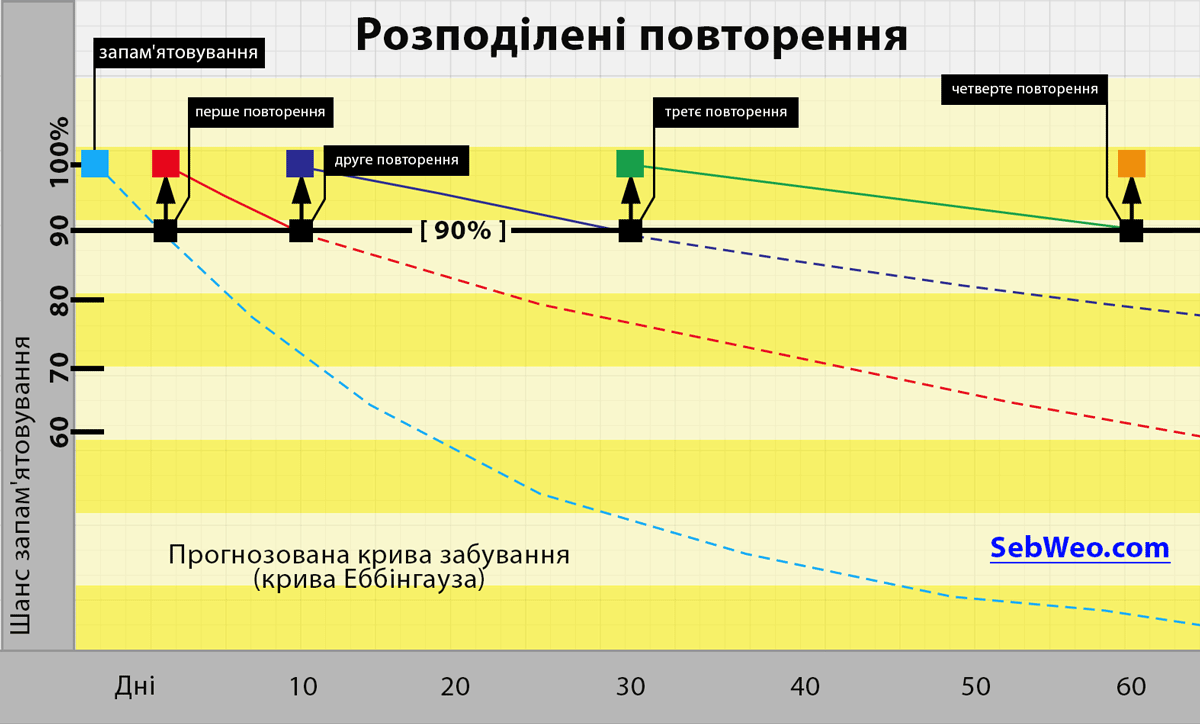
Графік ефективності розподіленого повторення (на прикладі прогнозованої кривої забування — кривої Еббінгауза).

Крива забування Еббінгауза — графік, розроблений німецьким психологом Германом Еббінгаусом, що показує процес забування людиною інформації протягом часу.

Крива забування Г. Еббінгауса, що відбиває зв'язок між пам'яттю і часом.

Як експеримент і за допомогою самодіагностики (проводив експерименти на собі) Еббінгаус вивчав запам'ятовування безглуздих складів, які складались з двох приголосних і голосної між ними (таких як: «вод», «гіс», «лоч», «зоф»), вивчав 169 переліків (списків) у кожному з яких було по 13 складів, а потім після паузи пробував правильно відтворити серію запам'ятованих складів — тестував себе в інтервалах часу, щоб можна було описати форму кривої забування. Тестування робив через різні проміжки часу — від 21 хвилини до 31 дня. Мало місце забування певної кількості складів. Результати його експерименту показують, що найінтенсивніше забування відбувається відразу після заучування, поступово уповільнюючись. Через дві доби в пам'яті залишається 28 % інформації, яка потім з незначними втратами зберігається протягом 30 діб.
З графіку за кривою видно, що через перші двадцять хвилин у пам'яті залишається до 60 % того, що було заучено. Через годину, тільки 45 %, а після одного дня — тільки 34 % з того, що було заучено. Через шість днів після заучування в пам'яті залишається до 23 %; і лише 15 % того, що було вивчено, міцно зберігається.
Крива забудькуватості має дуже крутий нахил, коли матеріал зберігається нісенітницею.
Матеріал, який у процесі заучування піддається смисловій обробці, менше піддається забуванню, тому динаміка забування осмисленого матеріалу відрізняється від кривої забування Еббінгауса.